# Chloride
Chloride est un camp minier dans le comté de Mohave, dans l'Arizona, et est considéré comme la plus ancienne ville minière habitée en permanence dans l'État. La population saisonnière varie entre 150 et 250.

## Histoire

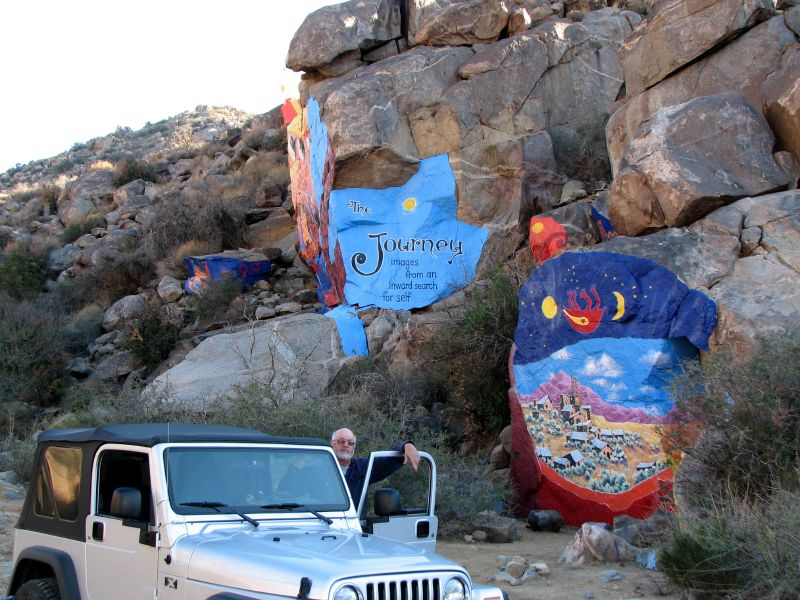
Les « Chloride Murals » de Roy Purcell

Les chercheurs ont découvert des ressources minérales dans la région dans les années 1840, dont de l'or, de l'argent, du plomb, du zinc, et de la turquoise. La ville fut fondée en 1863, mais l'activité minière de la ville ne s'est généralisée qu'après 1870, lorsque fut signé un traité avec les Indiens Hualapai. La ville se développa à un maximum d'environ 5 000 habitants, et posséda même le statut de siège de comté. En 1917, la population chuta à 2 000 habitants, et en 1944, elle fut pratiquement une ville fantôme.
Dans les années 1960, la ville devint brièvement une attraction culturelle underground lorsque Roy Purcell, un artiste hippie, laissa derrière lui l'œuvre intitulée « Chloride Murals » à l'extérieur de la ville.